# Dolmen de Crucuno
Pour les articles homonymes, voir Crucuno.
Le dolmen de Crucuno est un dolmen situé dans le village de Crucuno sur la commune de Plouharnel, dans le Morbihan, en France.

## Historique
Selon Félix Gaillard, des habitants du village y auraient recueilli des haches. L'édifice aurait servi d'abri, de grange et de cabaret les jours de foire. Devenu propriété de l'État en 1882, le dolmen est classé au titre des monuments historiques sur la liste de 1889.

## Description
Ce monument mégalithique est la partie restante d'un dolmen à couloir qui atteignait autrefois 27 m de longueur. Le couloir a été démoli à la fin du XIXe siècle pour construire les maisons environnantes,. La chambre, de forme carrée, mesure 3,40 m de longueur sur 3,35 m de largeur. Les neuf orthostates qui la délimitent mesurent entre 1,35 m et 2,10 m de hauteur. La chambre est recouverte d'une imposante table de couverture (5,20 m de long sur 3,80 m de large et 0,77 m d'épaisseur). L'un des orthostates de la chambre comporte des cupules.

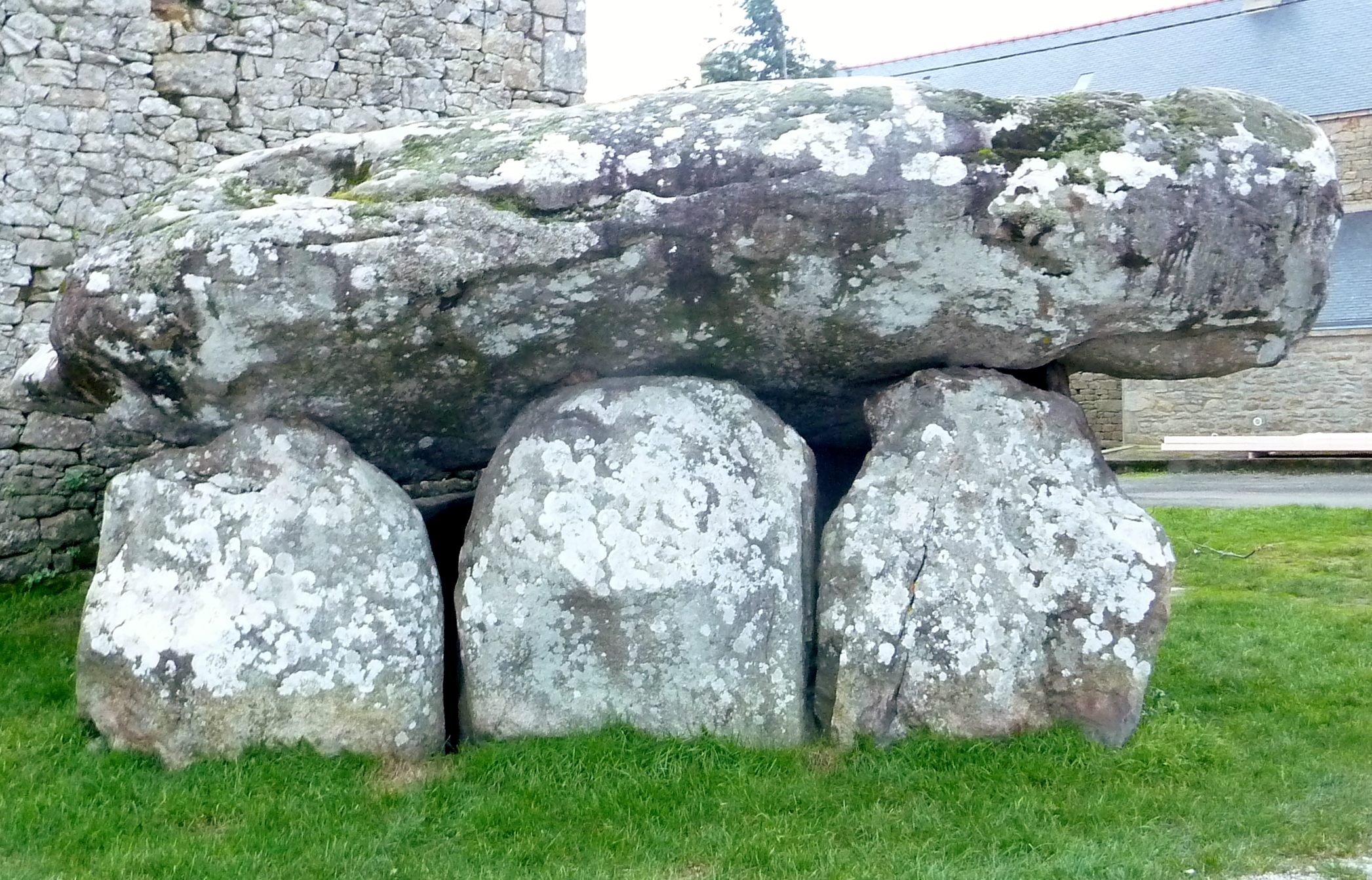
Le dolmen de Crucuno, vue extérieure.
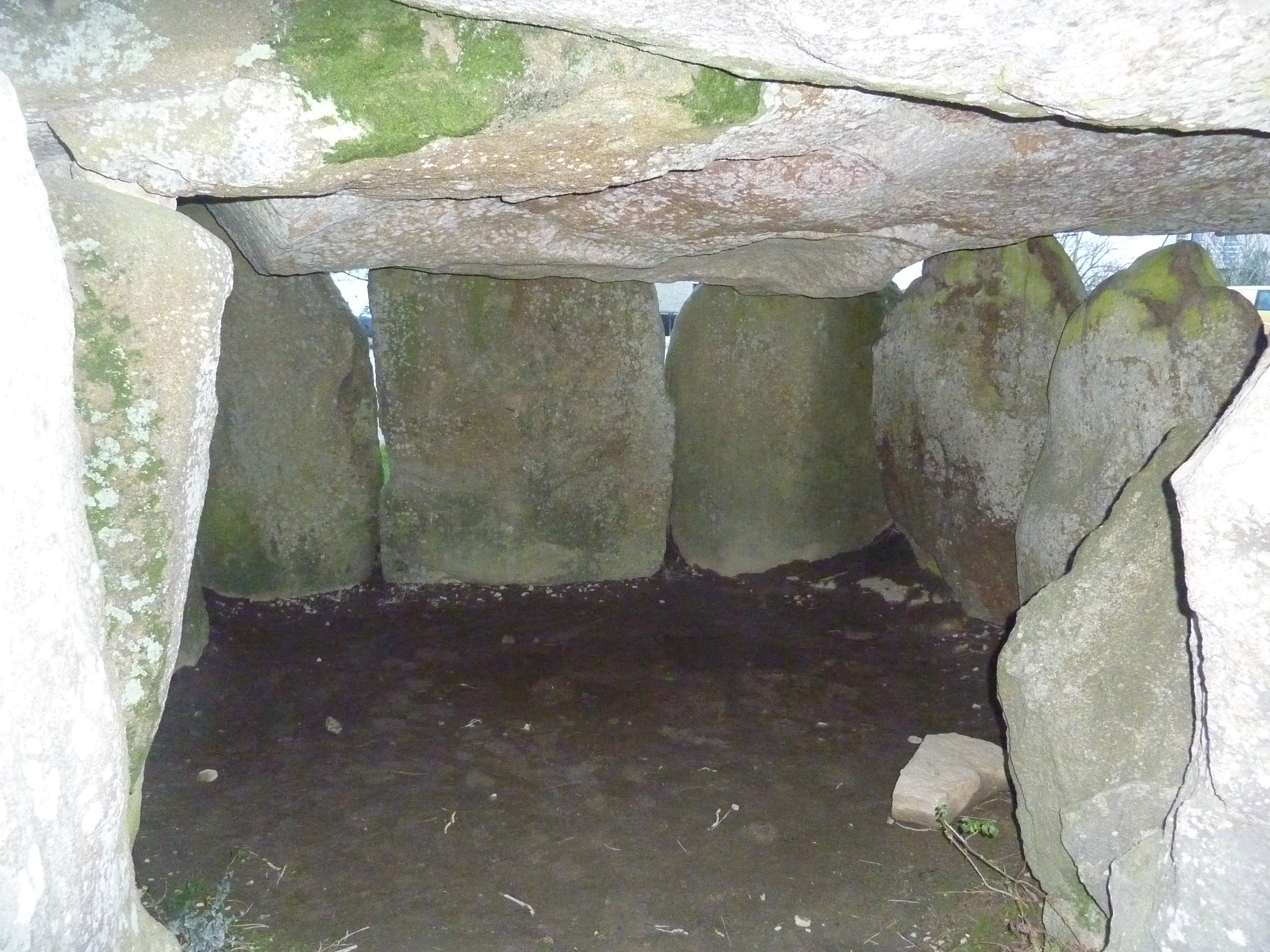
Le dolmen de Crucuno, vue intérieure.